# Batrachoseps
Batrachoseps là một chi động vật lưỡng cư trong họ Plethodontidae, thuộc bộ Caudata. Chi này có 19 loài và 26% bị đe dọa hoặc tuyệt chủng.

## Các loài
Chi này có các loài sau:
- Batrachoseps attenuatus (Eschscholtz, 1833).
- Batrachoseps campi Marlow, Brode y Wake, 1979.
- Batrachoseps diabolicus Jockusch, Wake y Yanev, 1998.
- Batrachoseps gabrieli Wake, 1996.
- Batrachoseps gavilanensis Jockusch, Yanev y Wake, 2001.
- Batrachoseps gregarius Jockusch, Wake y Yanev, 1998.
- Batrachoseps incognitus Jockusch, Yanev y Wake, 2001.
- Batrachoseps kawia Jockusch, Wake y Yanev, 1998.
- Batrachoseps luciae Jockusch, Yanev y Wake, 2001.
- Batrachoseps major Camp, 1915.
- Batrachoseps minor Jockusch, Yanev y Wake, 2001.
- Batrachoseps nigriventris Cope, 1869.
- Batrachoseps pacificus (Cope, 1865).
- Batrachoseps regius Jockusch, Wake y Yanev, 1998.
- Batrachoseps relictus Brame y Murray, 1968.
- Batrachoseps robustus Wake, Yanev y Hansen, 2002.
- Batrachoseps simatus Brame y Murray, 1968.
- Batrachoseps stebbinsi Brame y Murray, 1968.
- Batrachoseps wrightorum (Bishop, 1937).

## Hình ảnh

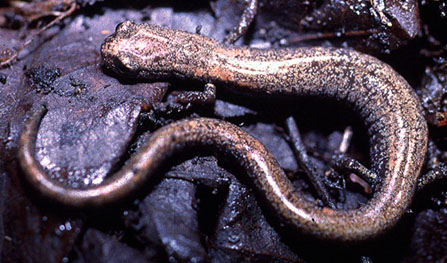
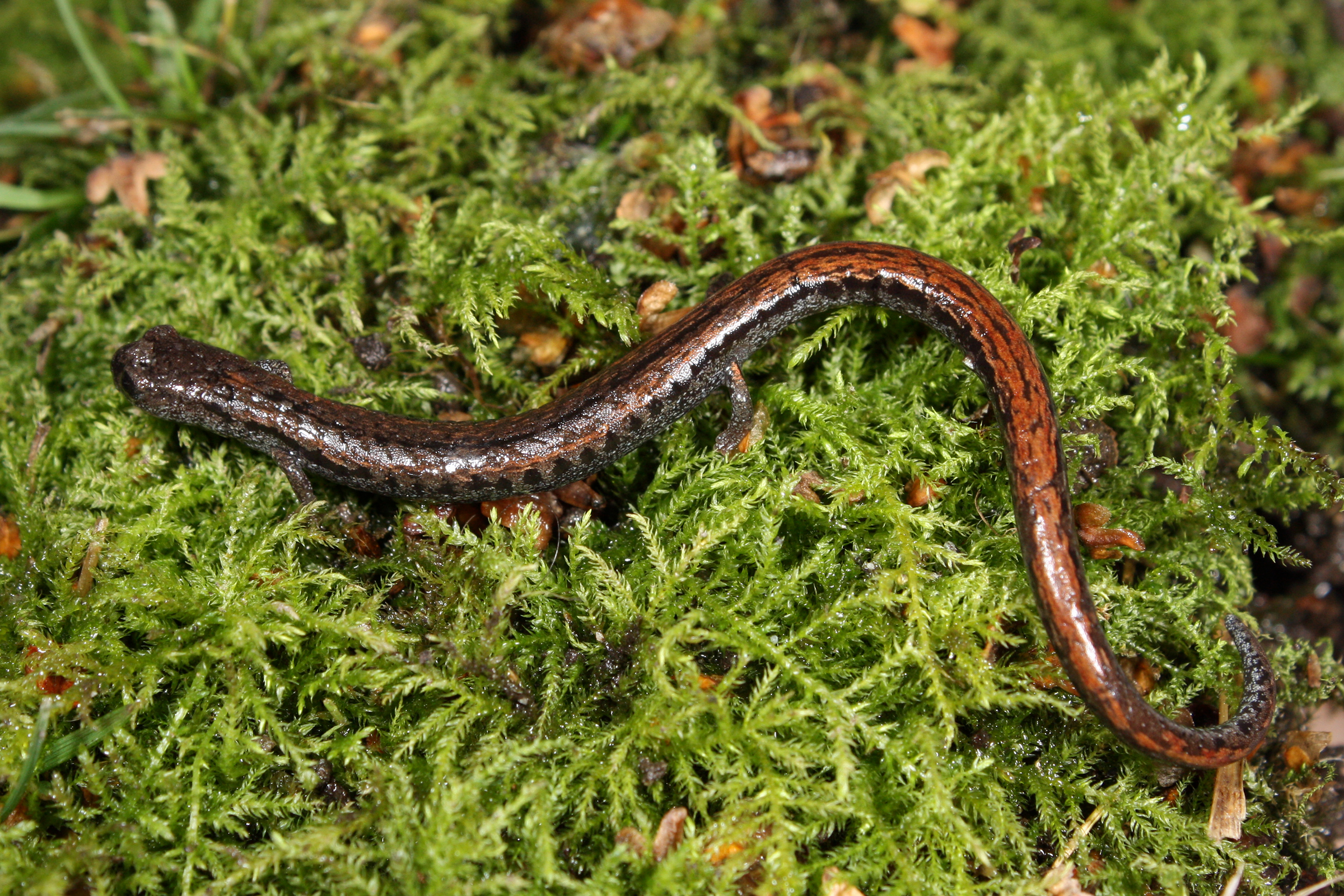
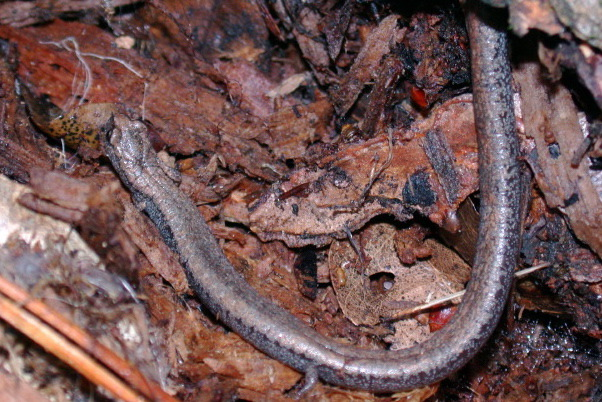
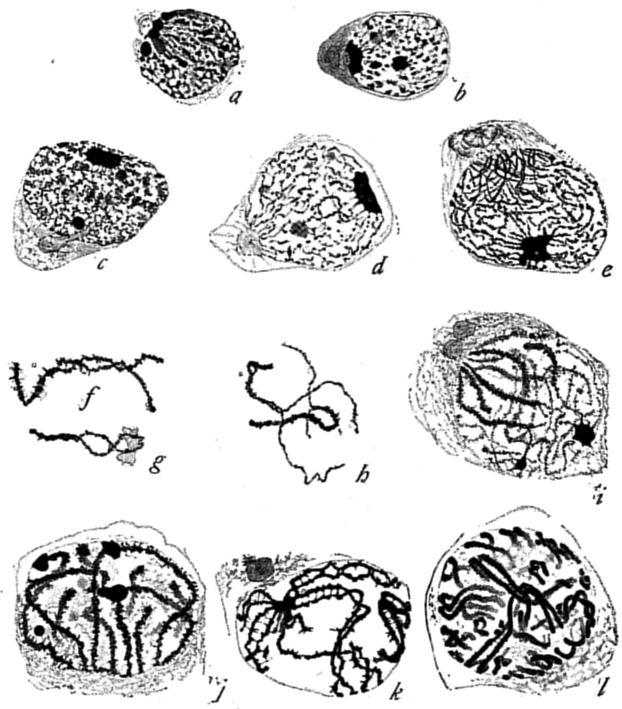